# Euophrys rosenhaueri
Euophrys rosenhaueri är en spindelart som beskrevs av Koch L. 1856. Euophrys rosenhaueri ingår i släktet Euophrys och familjen hoppspindlar. Inga underarter finns listade i Catalogue of Life.